# NGC 188
 NGC 188（也稱為Caldwell 1）是在仙王座的一個疏散星團，它於1825年被約翰·赫歇爾發現。不同於其它大多數的疏散星團，由於我們銀河系的引力作用，經過數百萬年的漂移，NGC 188已經遠離了銀河平面。它被認為比銀河系中其它的疏散星團更古老，估計其年齡為50億歲，是最古老的之一。 
NGC 188非常靠近銀河的北極，距離只有5度，位置在仙王座，與我們相距大約5,000光年，它的位置略高於銀河的盤面，並且比太陽系更接近銀河的中心。

## 外部連結
- NGC 188 at SEDS NGC objects pages
- NGC 188（页面存档备份，存于） at NightSkyInfo.com
- WikiSky上关于NGC 188的内容：DSS2, SDSS, GALEX, IRAS, 氢α, X射线, 天文照片, 天图, 文章和图片